# Phalangium iberica
Phalangium iberica is een hooiwagen uit de familie echte hooiwagens (Phalangiidae).